# راسل برند
راسل ادوارد برند (به انگلیسی: Russell Edward Brand) ‏ (۴ ژوئن ۱۹۷۵) کمدین، بازیگر، مجری رادیو، نویسنده و فعال انگلیسی است.
برند پس از شروع کار خود به عنوان کمدین و بعداً مجری ام‌تی‌وی، برای اولین بار در سال ۲۰۰۴ به عنوان مجری دهان بزرگ برادر بزرگ، یک اسپین آف برادر بزرگ به شهرت رسید. اولین نقش اصلی فیلم خود را در سنت ترینیان در ۲۰۰۷ و یک سال بعد نقش اصلی را در درام کمدی عاشقانه فراموش کردن سارا مارشال بازی کرد. پس از آن در سال ۲۰۱۰ در فیلم راک کمدی بیارش گریک، در کنار جونا هیل ظاهر شد. او همچنین به عنوان صداپیشه در فیلم‌های انیمیشن من نفرت‌انگیز در سال ۲۰۱۰، هاپ در سال ۲۰۱۱ و من نفرت‌انگیز ۲ در سال ۲۰۱۳ کار کرد و شخصیت اصلی را در نسخه بازسازی‌شدهٔ کمدی رمانتیک آرتور در سال ۲۰۱۱ بازی کرد. در سال ۲۰۱۳ مجموعه ویژه موفقیت‌آمیز عقدهٔ مسیحا را منتشر کرد.
برند در سال ۲۰۱۳ ویرایشگر مهمان هفته نامه سیاسی نیو استیتسمن بود، پس از آن به عنوان یک فعال عمومی و مبارز در مورد طیف گسترده‌ای از موضوعات سیاسی و فرهنگی، از جمله نابرابری ثروت، اعتیاد، سرمایه‌داری شرکتی، گرمایش جهانی و سوگیری رسانه‌ها صحبت کرده‌است. او در سال ۲۰۱۴ مجموعه تلویزیونی کمدی-سیاسی‌اش را با نام د تروز راه‌اندازی کرد، پس از آن کتابی با عنوان انقلاب منتشر کرده و مستندی دربارهٔ نابرابری مالی را همراه با مایکل وینترباتوم منتشر کرد.
برند در طول زندگی حرفه‌ای‌اش، مورد بحث و مجادله رسانه‌ای برای موضوعاتی از قبیل بی‌ادبی، استفاده از مواد مخدر، رفتار عصبانی‌کننده در مراسم اعطای جوایز مختلف، اخراج از ام‌تی‌وی و استعفا از بی‌بی‌سی و ازدواج دو ساله با خواننده کیتی پری، بوده‌است. او بسیاری از کارهای جنجالی عمومی خود را در مطالب کمدی خود گنجانده‌است. یک مستند بیوگرافی با نام برند: دومین‌اش خواهد آمد در سال ۲۰۱۵ منتشر شد.

## اوایل زندگی
راسل ادوارد برند در بیمارستان اورست در گریس، اسکس متولد شد. او تنها فرزند باربارا الیزابت (موسوم به نیکولز) و عکاس رونالد هنری برند است. پدر و مادر برند در شش ماهگی از هم جدا شدند و او نزد مادرش بزرگ شد.
وقتی برند ۸ ساله بود، مادرش به سرطان رحم و یک سال بعد به سرطان پستان مبتلا شد. او در این زمان که مادرش تحت معالجه بود با اقوام خود زندگی می‌کرد. در ۱۴ سالگی، از پرخوری عصبی رنج برد و در ۱۶ سالگی به دلیل اختلاف نظر با شریک مادرش، خانه را ترک کرد. پس از آن شروع به استفاده از داروهای غیرقانونی مانند حشیش، آمفتامین، ال‌اس‌دی و اکستازی کرد. براند توسط یک معلم خصوصی مورد سوءاستفاده جنسی قرار گرفت.
رابطهٔ برند با پدرش از نزد او «عجیب و غریب» توصیف شده، طوری که او پدرش را گاه و بیگاه دیده و حتی در نوجوانی‌اش او را به بازدید از روسپی‌ها در طول سفری در تایلند برده است. در ۱۵ سالگی برای اولین بار در تئاتر مدرسه‌ای باگسی مالون بازی کرد و سپس به عنوان شخص اضافی فیلم کار را شروع کرد. برند در آکادمی هاتاوی تحصیل کرد و در سال ۱۹۹۱ در آکادمی ایتالیا کونتی پذیرفته شد و اولین سال شهریه خود را با بودجه شورای شهر اسکس تأمین کرد. اگرچه پس از اولین سال حضور در آکادمی ایتالیا کونتی، به دلیل استفاده غیرقانونی از مواد مخدر و حضور کم در آن اخراج شد.

## فیلم‌شناسی
| سال  | فیلم                      | نقش              | توضیحات                |
| ---- | ------------------------- | ---------------- | ---------------------- |
| ۲۰۰۷ | سنت ترینیان               | فلش هری          |                        |
| ۲۰۰۸ | پنلوپه                    | سم               |                        |
| ۲۰۰۸ | فراموش کردن سارا مارشال   | آلدوس سنو        |                        |
| ۲۰۰۸ | داستان‌های زمان خواب       | میکی             |                        |
| ۲۰۱۰ | بیارش گریک                | آلدوس سنو        |                        |
| ۲۰۱۰ | من نفرت‌انگیز              | دکتر نفاریو      | صدا                    |
| ۲۰۱۰ | طوفان                     | ترینکولو         |                        |
| ۲۰۱۱ | هاپ                       | خودش             | صدا                    |
| ۲۰۱۱ | آرتور                     | آرتور باخ        |                        |
| ۲۰۱۲ | دوران راک                 | لانی بارنت       |                        |
| ۲۰۱۲ | کیتی پری: بخشی از من      | خودش             | کامئو                  |
| ۲۰۱۳ | من نفرت‌انگیز ۲            | دکتر نفاریو      | صدا                    |
| ۲۰۱۳ | بهشت                      | ویلیام           |                        |
| ۲۰۱۴ | A Royal Hangover          | خودش             |                        |
| ۲۰۱۵ | The Emperor's New Clothes | خودش             |                        |
| ۲۰۱۶ | ارتش یک‌نفره               | خدا              |                        |
| ۲۰۱۶ | ترول‌ها                    | کریک             | صدا                    |
| ۲۰۲۰ | چهار بچه و اون            | تریستان ترنت سوم | [ ۱۵ ]                 |
| ۲۰۲۰ | مرگ بر روی نیل            | دکتر بسنر        | Post-production        |
| ۲۰۲۱ | مینیون‌ها: ظهور گرو        | دکتر نفاریو      | Voice, Post-production |

## واژه‌نامه
1. ↑  Big Brother's Big Mouth
2. ↑  The Trews
3. ↑  Brand: A Second Coming